# Колесников Володимир Михайлович
Володимир Михайлович Колесников (нар. 15 липня 1914 — пом. 16 квітня 1945) — радянський офіцер, учасник німецько-радянської війни. Герой Радянського Союзу (1943).

## Біографія
Народився 15 липня 1914 року в станиці Кагальницька (тепер Кагальницький район Ростовської області) в сім'ї робітника. Росіянин. Закінчив 7 класів. Працював бухгалтером.
У Червоній Армії з 1936 по 1938 роки і з 1939 року. У 1941 році закінчив Астраханське піхотне училище.
Учасник німецько-радянської війни з червня 1941 року. 
Командир кулеметної роти 229-го гвардійського стрілецького полку (72-а гвардійська стрілецька дивізія, 7-а гвардійська армія, Степовий фронт), гвардії лейтенант В.М.Колесников відзначився у бою 5 липня 1943 року в районі села Маслова Пристань (Шебекінський район, Бєлгородська область), де його кулеметна рота знищила в бою більше 300 гітлерівців і подавила 14 кулеметних точок противника. Особисто знищив із кулемета десятки ворожих солдат і офіцерів. Будучи важко пораненим, продовжував командувати ротою.
1 листопада 1943 року гвардії лейтенанту Володимиру Михайловичу Колеснікову було присвоєно звання Героя Радянського Союзу.
Гвардії капітан В.М.Колесніков  загинув у бою 16 квітня 1945 року. Похований на Центральній площі в Братиславі.

## Вшанування пам'яті
Меморіальна дошка встановлена на школі № 8 в станиці Кагальницькій, там же вулиця названа його ім'ям.